# Stolen Goods
Stolen Goods er en amerikansk stumfilm fra 1915 af George Melford.

## Medvirkende
- Blanche Sweet som Margery Huntley.
- Cleo Ridgely som Helen North.
- House Peters som Richard Carlton.
- Horace B. Carpenter.
- Sydney Deane som Mr. North.